# Mistrzostwa Europy w Łyżwiarstwie Szybkim w Wieloboju 1951
48. mistrzostwa Europy w łyżwiarstwie szybkim w wieloboju odbyły się w dniach 27–28 stycznia 1951 roku w Oslo, w Norwegii. W zawodach brali udział tylko mężczyźni. Zawodnicy startowali na czterech dystansach: 500 m, 1500 m, 5000 m i 10000 m. Do biegu na 10000 m awansowało tylko najlepsza 10 po trzech dystansach. Po raz drugi z rzędu najlepszy był Norweg Hjalmar Andersen.

## Uczestnicy
W zawodach wzięło udział 16 łyżwiarzy z 5 krajów. Wszyscy zostali sklasyfikowani.
| Państwa biorące udział w mistrzostwach | Państwa biorące udział w mistrzostwach | Państwa biorące udział w mistrzostwach | Państwa biorące udział w mistrzostwach | Państwa biorące udział w mistrzostwach |
| -------------------------------------- | -------------------------------------- | -------------------------------------- | -------------------------------------- | -------------------------------------- |
| Finlandia                              | Holandia                               | Norwegia                               | Szwecja                                | Wielka Brytania                        |

## Wyniki
- NC – nie zakwalifikował się, f – wywrócił się

| Pozycja | Zawodnik          | Kraj            | 500 m      | Pkt    | 5000 m        | Pkt    | 1500 m       | Pkt    | 10000 m       | Pkt    | Suma pkt. |
| ------- | ----------------- | --------------- | ---------- | ------ | ------------- | ------ | ------------ | ------ | ------------- | ------ | --------- |
| 01 !    | Hjalmar Andersen  | Norwegia        | 44.5 (1.)  | 44.500 | 8:15.6 (1.)   | 49.560 | 2:22.7 (2.)  | 47.566 | 17:28.6 (1.)  | 52.430 | 194.057   |
| 02 !    | Wim van der Voort | Holandia        | 45.4 (2.)  | 45.400 | 8:28.5 (2.)   | 50.850 | 2:22.5 (1.)  | 47.500 | 17:56.5 (6.)  | 53.825 | 197.575   |
| 03 !    | Henry Wahl        | Norwegia        | 46.4 (8.)  | 46.400 | 8:33.5 (4.)   | 51.350 | 2:23.8 (5.)  | 47.933 | 17:47.6 (4.)  | 53.380 | 199.063   |
| 4.      | Carl-Erik Asplund | Szwecja         | 48.1 (16.) | 48.100 | 8:31.7 (3.)   | 51.170 | 2:23.4 (4.)  | 47.800 | 17:30.6 (2.)  | 52.530 | 199.600   |
| 5.      | Roald Aas         | Norwegia        | 46.1 (4.)  | 46.100 | 8:36.2 (6.)   | 51.620 | 2:22.8 (3.)  | 47.600 | 18:08.0 (7.)  | 54.400 | 199.720   |
| 6.      | Kees Broekman     | Holandia        | 46.6 (10.) | 46.600 | 8:39.8 (8.)   | 51.980 | 2:26.4 (9.)  | 48.800 | 17:41.9 (3.)  | 53.095 | 200.475   |
| 7.      | Göthe Hedlund     | Szwecja         | 46.6 (10.) | 46.600 | 8:40.1 (9.)   | 52.010 | 2:25.7 (8.)  | 48.566 | 17:49.3 (5.)  | 53.465 | 200.642   |
| 8.      | Norman Holwell    | Wielka Brytania | 47.3 (15.) | 47.300 | 8:38.9 (7.)   | 51.890 | 2:25.1 (6.)  | 48.366 | 18:21.4 (10.) | 55.070 | 202.627   |
| 9.      | Kalevi Laitinen   | Finlandia       | 46.8 (12.) | 46.800 | 8:46.3 (10.)  | 52.630 | 2:27.9 (12.) | 49.300 | 18:17.3 (9.)  | 54.865 | 203.595   |
| 10.     | Curt Karlsson     | Szwecja         | 47.2 (14.) | 47.200 | 8:46.8 (11.)  | 52.680 | 2:27.5 (11.) | 49.166 | 18:16.8 (8.)  | 54.840 | 203.887   |
| 11.     | Sverre Haugli     | Norwegia        | 46.3 (7.)  | 46.300 | 8:34.3 (5.)   | 51.430 | 2:25.6 (7.)  | 48.533 | NC            | 99 !   | 146.263   |
| 12.     | Johnny Cronshey   | Wielka Brytania | 45.6 (3.)  | 45.600 | 8:49.8 (12.)  | 52.980 | 2:27.1 (10.) | 49.033 | NC            | 99 !   | 147.613   |
| 13.     | Kauko Salomaa     | Finlandia       | 46.1 (4.)  | 46.100 | 8:53.9f (13.) | 53.390 | 2:29.4 (13.) | 49.800 | NC            | 99 !   | 149.290   |
| 14.     | Aad de Koning     | Holandia        | 46.2 (6.)  | 46.200 | 9:07.7 (15.)  | 54.770 | 2:31.3 (14.) | 50.433 | NC            | 99 !   | 151.403   |
| 15.     | Sigvard Ericsson  | Szwecja         | 47.1 (13.) | 47.100 | 8:58.1 (14.)  | 53.810 | 2:31.9 (16.) | 50.633 | NC            | 99 !   | 151.543   |
| 16.     | Jan Charisius     | Holandia        | 46.4 (8.)  | 46.400 | 9:11.0 (16.)  | 55.100 | 2:31.3 (14.) | 50.433 | NC            | 99 !   | 151.933   |